# ランドン・ナック
ランドン・ダコタ・ナック（Landon Dakota Knack, 1997年7月15日 - ）は、 アメリカ合衆国テネシー州ジョンソンシティ出身のプロ野球選手（投手）。右投左打。MLBのロサンゼルス・ドジャース所属。

## 経歴
2020年のMLBドラフト2巡目（全体60位）でロサンゼルス・ドジャースから指名され、プロ入り。この年はCOVID-19の影響でマイナーリーグの試合が開催されなかったため、公式戦の登板は無かった。
2021年に傘下のA+級グレートレイクス・ルーンズでプロデビュー。AA級タルサ・ドリラーズでもプレーし、2チーム合計で16試合（先発11試合）に登板して7勝1敗、防御率3.18、82奪三振を記録した。オフにはアリゾナ・フォールリーグに参加し、グレンデール・デザートドッグスに所属した。
2022年はAA級タルサでプレーし、17試合に先発登板して2勝10敗、防御率5.01、80奪三振を記録した。
2023年はAA級タルサとAAA級オクラホマシティ・ドジャースでプレーし、2チーム合計で22試合に先発登板して5勝1敗、防御率2.51、99奪三振を記録した。オフの11月14日にはルール・ファイブ・ドラフトでの流出を防ぐために40人枠入りした。
2024年3月14日にMLB史上初となる韓国のソウルでサンディエゴ・パドレスと開催する開幕戦に帯同する選手として発表された。3月20日に開幕ロースター入りしたが、登板機会の無いまま開幕シリーズ終了後の22日にAAA級オクラホマシティ・ベースボールクラブへ降格した。その後、4月15日に球団がナックを17日にメジャー昇格させることを発表して再昇格すると、同日のワシントン・ナショナルズ戦にて先発登板でメジャーデビュー（5回を2失点で敗戦投手）。

## 選手としての特徴
速球は常時90～94mphを計測しており、変化球では82～85mphのスライダー、79～82mphのチェンジアップ、70mph後半のカーブを投げる。

## 詳細情報

### 年度別投手成績
| 年 度    | 球 団    | 登 板 | 先 発 | 完 投 | 完 封 | 無 四 球 | 勝 利 | 敗 戦 | セ 丨 ブ | ホ 丨 ル ド | 勝 率 | 打 者 | 投 球 回 | 被 安 打 | 被 本 塁 打 | 与 四 球 | 敬 遠 | 与 死 球 | 奪 三 振 | 暴 投 | ボ 丨 ク | 失 点 | 自 責 点 | 防 御 率 | W H I P |
| -------- | -------- | ----- | ----- | ----- | ----- | -------- | ----- | ----- | -------- | ----------- | ----- | ----- | -------- | -------- | ----------- | -------- | ----- | -------- | -------- | ----- | -------- | ----- | -------- | -------- | ------- |
| 2024     | LAD      | 15    | 12    | 0     | 0     | 0        | 3     | 5     | 1        | 0           | .375  | 286   | 69.0     | 58       | 14          | 18       | 0     | 3        | 69       | 1     | 1        | 28    | 28       | 3.65     | 1.10    |
| MLB：1年 | MLB：1年 | 15    | 12    | 0     | 0     | 0        | 3     | 5     | 1        | 0           | .375  | 286   | 69.0     | 58       | 14          | 18       | 0     | 3        | 69       | 1     | 1        | 28    | 28       | 3.65     | 1.10    |

- 2024年度シーズン終了時

### 年度別守備成績
| 年 度 | 球 団 | 投手（P） | 投手（P） | 投手（P） | 投手（P） | 投手（P） | 投手（P） |
| 年 度 | 球 団 | 試 合     | 刺 殺     | 補 殺     | 失 策     | 併 殺     | 守 備 率  |
| ----- | ----- | --------- | --------- | --------- | --------- | --------- | --------- |
| 2024  | LAD   | 15        | 7         | 1         | 0         | 0         | 1.000     |
| MLB   | MLB   | 15        | 7         | 1         | 0         | 0         | 1.000     |

- 2024年度シーズン終了時

### 背番号
- 96（2024年 - ）